# نستور روسی
نستور روسی (اسپانیایی: Néstor Rossi‎؛ ۱۰ مهٔ ۱۹۲۵ – ۱۳ ژوئن ۲۰۰۷) یک بازیکن فوتبال اهل آرژانتین بود.

## باشگاهی
از باشگاه‌هایی که در آن بازی کرده‌است می‌توان به ریور پلاته و اتلتیکو هوراکان اشاره کرد.

## تیم ملی
وی همچنین در تیم ملی فوتبال آرژانتین بازی کرده است.